# Affaire du col Dyatlov
L'Affaire du col Dyatlov est un événement ayant causé la mort de neuf skieurs/randonneurs dans le nord de l'Oural (en URSS, aujourd'hui en Russie), approximativement dans la nuit du 1er au 2 février 1959. Cet événement eut lieu sur le versant Est du mont Kholat Syakhl (Холат Сяхыл, nom mansi signifiant « Montagne morte »). Le col de montagne où se déroula l'affaire a depuis été renommé col Dyatlov (Перевал Дятлова), d'après le nom du chef du groupe, Igor Dyatlov (Игорь Дятлов). L'absence de témoins oculaires a donné naissance à beaucoup d'hypothèses concernant le déroulement des événements. L'enquête menée par les autorités soviétiques détermina uniquement qu'« une force irrésistible » inconnue avait causé la mort des randonneurs. L'accès à la région fut interdit pour les skieurs et autres aventuriers pendant trois ans après l'affaire. La chronologie des événements dans la nuit du 1er au 2 février reste incertaine, faute de survivant,.
Les enquêteurs ont déterminé que les randonneurs avaient déchiré leur tente de l'intérieur et étaient sortis pieds nus ou en chaussettes dans la neige. Leurs corps, retrouvés dans un rayon de 1,5 km de l'emplacement de leur tente, ne présentaient pas de signes de lutte, mais deux victimes présentaient des crânes fracturés, deux des côtes cassées, et il manquait les yeux d'une des victimes, la langue et les yeux d'une autre. Quatre victimes retrouvées tardivement ont fait l'objet d'une expertise physico-technique qui a révélé que les habits de deux d'entre elles présentaient des niveaux élevés de radiation dus, selon l'expert de l'époque, à de la « poussière radioactive tombée de l'atmosphère » ou à la « manipulation de substances radioactives » sur leur lieu de travail,.
Le 31 janvier 2019, le Parquet général de Russie annonce la réouverture de l'enquête avec l'étude de trois hypothèses, toutes liées à des phénomènes météorologiques, sur les 75 existantes, précisant que la thèse du crime meurtrier reste peu probable en raison de l'absence totale de preuve et que celle d'une avalanche ou d'un ouragan est privilégiée. Une nouvelle inspection du lieu de l'incident a été réalisée en mars 2019, ainsi qu'un nouvel examen des blessures des victimes afin de déterminer leur origine. Selon les résultats communiqués le 11 juillet 2020, la cause de la mort des neuf randonneurs est une avalanche combinée à une mauvaise visibilité. Une enquête publiée le 12 janvier 2021 par des chercheurs de l'EPFL et de l'ETH Zurich démontre qu'une petite avalanche a pu survenir et provoquer les blessures constatées.

## Randonneurs
Le groupe, mené par Igor Dyatlov, se compose de huit hommes et deux femmes, la plupart étudiants ou diplômés de l'Institut polytechnique de l'Oural (aujourd'hui l'Université fédérale de l'Oural) :
- Igor Alekseïevitch Dyatlov (Игорь Алексеевич Дятлов), né le 13 janvier 1936 ;
- Zinaïda Alekseïevna Kolmogorova (Зинаида Алексеевна Колмогорова), née le 12 janvier 1937 ;
- Lioudmila Aleksandrovna Doubinina (Людмила Александровна Дубинина), née le 12 mai 1938 ;
- Aleksandar Sergueïevitch Kolevatov (Александр Сергеевич Колеватов), né le 16 novembre 1934 ;
- Roustem Vladimirovitch Slobodine (Рустем Владимирович Слободин), né le 11 janvier 1936 ;
- Gueorgui « Iouri » Alekseïevitch Krivonichtchenko (Георгий «Юрий» Алексеевич Кривонищенко), né le 7 février 1935 ;
- Iouri Nikolaïevitch Dorochenko (Юрий Николаевич Дорошенко), né le 12 janvier 1938 ;
- Nikolaï Vladimirovitch Thibeaux-Brignolles (Николай Владимирович Тибо-Бриньоль), né le 5 juillet 1935 ;
- Semen « Alexandre » Alekseïevitch Zolotariov (Семен «Александр» Алексеевич Золотарёв), né le 2 février 1921. Le plus âgé du groupe, il est chevalier de l'ordre de l'Étoile rouge et professeur de sport ;
- Iouri Efimovitch Ioudine (Юрий Ефимович Юдин), né le 19 juillet 1937. Tombé malade au début de l'expédition, il ne suit pas le reste du groupe et sera donc le seul survivant de l'affaire[8].

## Les événements
Un groupe de randonneurs expérimentés se forme pour voyager à travers le nord de l'Oural, dans l'oblast de Sverdlovsk. Le but de l'expédition est d'atteindre Otorten, une montagne située à dix kilomètres au nord du lieu du drame. Cette route, à cette période de l'année, est estimée être « catégorie III », la plus difficile. Tous les membres du groupe étaient expérimentés en matière de longues expéditions de ski de fond et de ski alpin.
Le 25 janvier, ils arrivent en train à Ivdel, une ville située au centre de l'oblast de Sverdlovsk. Ils prennent un camion jusqu'à Vijaï, le dernier village du nord de l'oblast. Ils commencent à marcher en direction d'Otorten le 27 janvier. Le jour suivant, l'un des membres du groupe, Iouri Ioudine, doit renoncer à continuer l'expédition pour cause de maladie. Le groupe compte donc désormais neuf personnes.
Les journaux et appareils photo trouvés sur leur dernier camp permettent de retracer leur itinéraire dans les jours précédant le drame. Le 31 janvier, le groupe atteint une région de hautes terres et commence à se préparer pour la montée. Ils déposent des vivres excédentaires et des équipements dans une vallée boisée pour le voyage de retour. Le lendemain, le 1er février, les randonneurs commencent à traverser le col. Ils pensent probablement camper la nuit suivante de l'autre côté, mais en raison des conditions météorologiques qui se détériorent, du blizzard et de la faible visibilité, ils s'égarent et dévient vers l'ouest, en direction du Kholat Syakhl. Se rendant compte de leur erreur, ils décident de s'arrêter et de camper sur le flanc de la montagne.
Le soir du 2 février, ils sont donc à 10 kilomètres d'Otorten et y installent leur campement pour une dernière journée d'avance. Il s'agit d'une décision étrange : le groupe est à un kilomètre seulement d'une forêt qui permettrait un meilleur abri. Les enquêteurs supposeront plus tard que Dyatlov ne voulait pas perdre cette courte distance, ou qu'il veut s'entraîner à camper en pente pour l'exercice.
Ils s'étaient mis d'accord pour que Dyatlov fasse envoyer un télégramme à leur club sportif dès leur retour à Vijaï, au plus tard le 12 février. Malgré l'absence de message à cette date, il n'y eut aucune réaction parce qu'un délai de quelques jours était courant pour ce type d'expédition. Ce n'est qu'après que les familles des randonneurs réclament que le président de l'Institut Polytechnique organise une équipe de secours (d'étudiants et de professeurs) le 20 février. L'armée et la police les rejoindront plus tard, et des avions et hélicoptères seront utilisés dans l'opération.
Le 26 février, l'équipe de secours trouve le camp abandonné sur le mont Kholat Syakhl. La tente est gravement endommagée, elle a été découpée à partir de l'intérieur,. Les chaussures et le matériel des aventuriers sont toujours au camp : il sembleraient qu'ils soient partis du camp pieds nus ou en chaussettes, probablement en urgence. Ils suivent des empreintes de pas qui mènent à un bois proche de l'autre côté du col, à 1,5 km au nord-est, mais après 500 mètres, les traces sont couvertes par la neige. À la lisière de ce bois, sous un grand pin, l'équipe de secours trouve les restes d'un feu de camp et les deux premiers corps : ceux de Krivonichtchenko et Dorochenko, déchaussés et portant uniquement leurs sous-vêtements. Il semblerait qu'ils aient essayé de grimper le pin. Entre l'arbre et le camp abandonné, ils trouvent deux autres corps : ceux de Dyatlov et Kolmogorova. Selon la position de leurs corps, il semblerait qu'ils tentaient de regagner le camp au moment de leur mort,. Ils sont trouvés séparément à 300 mètres et 630 mètres du pin, respectivement.
Le 5 mars, le corps de Slobodine est retrouvé à l'endroit même où se trouvaient Dyatlov et Kolmogorova, entre le camp abandonné et 480 mètres au dessus du pin. Il aurait comme eux, tenté de retourner au camp.
Les recherches des quatre corps restants, ceux de Doubinina, Kolevatov, Thibeaux-Brignolles et Zolotariov, prennent plus de deux mois supplémentaires. Ils sont finalement découverts le 4 mai sous quatre mètres de neige, dans un ravin de la vallée d'un ruisseau, plus à l'intérieur du bois. Les corps sont mieux vêtus que les autres, et ils portent des vêtements des autres randonneurs dont les corps ont été retrouvés les premiers. Un des pieds de Doubinina était enveloppé dans un morceau de laine provenant du pantalon de Krivonichtchenko (retrouvé auprès du pin), tandis que Zolotariov portait le manteau en fausse fourrure et le chapeau de Doubinina,. Les quatre victimes sont mortes de façon très violente et les corps sont en mauvais état : Doubinina a dix côtes brisées, sa langue et ses yeux ont disparu, Semion Zolotariov a cinq côtes cassées et ses yeux sont absents de leurs orbites, Nikolaï Thibeaux-Brignolles a le crâne fracturé.

## Enquête de 1959

### Déroulement de l'enquête
Une première enquête commence immédiatement après la découverte des cinq premiers corps. Un examen médical ne trouve pas de blessures pouvant causer la mort ; la conclusion est donc qu'ils sont tous morts d'hypothermie. Slobodine présente une petite fêlure sur le crâne qui n'est probablement pas une blessure mortelle. Krivonichtchenko a des brûlures à la jambe et une morsure à la main qu'il s'est faite lui-même (la peau ainsi arrachée lui est restée dans la bouche). Dyatlov a des écorchures autour des chevilles et une entaille à la paume.
L'examen des quatre corps trouvés en mai change la donne. Trois présentent des blessures mortelles : Thibeaux-Brignolles présente de multiples fractures sur le côté de son crâne, Doubinina et Zolotariov ont des côtes brisées et ont tous deux subi une hémorragie interne, de plus leurs globes oculaires sont manquants. Quant à Kolevatov, il avait le nez cassé et le cou déformé, mais il est mort d'hypothermie, comme les cinq premiers randonneurs. Les corps ne présentent pas de blessures externes correspondant aux fractures relevées, comme s'ils avaient été soumis à une très haute pression. Le corps de Doubinina est celui présentant le plus de traumatismes externes : la langue était manquante, de même que ses yeux, une partie de ses lèvres, du tissu facial et un fragment de son crâne. Cela peut s'expliquer par le fait que son corps aurait été trouvé face contre terre dans un petit courant d'eau passant sous la neige ; ces blessures seraient alors dues à la putréfaction en milieu humide. Le Dr Boris Vozrojdenny, chargé des autopsies, affirme que les traumatismes sont trop graves pour être causés par des humains, comparant la gravité des blessures avec les résultats d'un accident de voiture et le passage d'une onde de choc.
Les vêtements de certaines victimes émettent de fortes radiations.

### Conclusions de l'enquête
L'enquête conclut rapidement qu'il n'y a pas de trace d'agression par une autre personne, et considère l'affaire classée.
Au moment des faits, la température était très basse (environ −25 à −30 °C) et une tempête sévissait, mais les morts ne sont que partiellement habillés. Certains ne portent qu'une chaussure et d'autres pas de chaussures du tout ; certains portent seulement des chaussettes. D'autres portent des morceaux de vêtements qui paraissent avoir été découpés dans les habits de ceux qui étaient déjà morts. Toutefois, en Suède, des chercheurs ont montré que des décès par hypothermie sont parfois associés à des épisodes de « déshabillage paradoxal », qui a typiquement lieu pendant une hypothermie moyenne à sévère, quand la personne devient désorientée et agressive. Ce comportement est avancé pour expliquer le fait que les victimes ont été retrouvées dévêtues,.
Les journalistes parlant des parties de l'enquête qui ont été rendues publiques révèlent que :
- six des membres du groupe sont morts d'hypothermie et trois de blessures mortelles ;
- il n'y a aucune raison de penser qu'il y avait d'autres personnes présentes sur le Kholat Syakhl ou dans les environs ;
- la tente a été déchirée depuis l'intérieur ;
- les victimes sont mortes six à huit heures après leur dernier repas ;
- les empreintes de pas montrent que tous les membres du groupe sont partis à pied de leur plein gré ;
- le Dr Boris Vozrojdenny déclare que les blessures mortelles sur trois des corps ne peuvent avoir été causées par un autre humain, « parce que la force des coups était trop grande et les parties charnues n'ont pas été endommagées »[2] ;
- les tests médico-légaux de radiation montrent de hautes doses de contamination radioactive sur les vêtements de certaines des victimes[2].

Les enquêteurs arrivent à la conclusion que les membres du groupe sont tous morts d'« une force irrésistible » inconnue : « Compte tenu de l'absence de blessures externes et de signes de lutte sur les cadavres, de la présence de toutes les valeurs du groupe, et en tenant compte des conclusions de l'expertise médico-légale concernant les causes de la mort des touristes, il convient de considérer que la cause du décès des touristes fut une force spontanée à laquelle les touristes n'étaient pas à même de résister ».
L'enquête est officiellement close en mai 1959 en raison de l'« absence dans les actions attribuées à l'inculpé d'éléments constitutifs d'une infraction ». Les documents sont envoyés à un fonds d'archives secret et des photocopies ne sont rendues publiques que dans les années 1990, mais certaines parties manquent. Le doute plane sur ce qu'entendaient les enquêteurs par une force « spontanée » et « irrésistible ». Rien ne permet d'affirmer qu'ils pensaient nécessairement à une catastrophe naturelle : le dossier ne contient pas de documents météorologiques, qui étaieraient cette interprétation. Le Ministère public de l'oblast de Sverdlovsk, qui est chargé de mener de nouvelles investigations par son instance supérieure à Moscou, a déclaré : « Tant qu'on ignore quelle est cette "force irrésistible" dans le nord de l'Oural, chaque touriste qui y voyage risque de se retrouver dans la même situation. Nous devons répondre à la question de savoir s'il existe ou pas là-bas une "force irrésistible" susceptible de provoquer de tels effets terribles ».
Plusieurs responsables locaux ont reçu un blâme pour « les défauts dans l'organisation du travail touristique et le faible contrôle ». L'un d'entre eux était le président de l'Union municipale des associations sportives bénévoles Wil Kourotchkine. Dans ses mémoires, celui-ci affirme qu'on leur a expliqué qu'ils étaient punis puisque « des gens avaient péri [et qu']il fallait que quelqu'un en porte les conséquences ». Kourotchkine qualifie l'affaire Dyatlov d'« un mystère couvert de ténèbres car sont impliqués des organismes et des personnes haut placés ».

### Controverses autour de l'enquête
Un groupe de randonneurs se trouvant à environ cinquante kilomètres au sud de la montagne, affirme avoir vu d'étranges sphères orange dans le ciel au nord — vraisemblablement en direction du Kholat Syakhl — durant la nuit du drame. Lev Ivanov, chargé de l'enquête et ayant aussi remarqué la radioactivité des vêtements et de tout le campement, relève des observations de ces sphères en février et en mars 1959. Il reçoit l'ordre de clore l'enquête lorsqu'il mentionne ces sphères à ses supérieurs.
Certains disent que des indices ont été omis ou ignorés par les enquêteurs, :
- après les funérailles, les parents des morts affirment que la peau des victimes était d'une étrange couleur brune[2] ;
- dans une entrevue privée, l'un des anciens enquêteurs dit que son dosimètre avait montré des niveaux de radiation élevés sur le Kholat Syakhl, et que cela explique la radiation trouvée sur les corps ; toutefois, la source de la contamination n'a pas été découverte ;
- certains rapports suggèrent qu'il y avait beaucoup de ferraille dans la région, ce qui a donné lieu à diverses hypothèses sur l'usage militaire clandestin de la région, que l'on aurait cherché à dissimuler[2].

D'aucuns se demandent pourquoi la couverture du dossier d'enquête comporte la date du 6 février 1959, alors que les recherches du groupe n'ont été lancées que dans la deuxième moitié du mois. Selon l'explication du Ministère public de l'oblast de Sverdlovsk, chargé des nouvelles investigations menées en 2019, cette datation est celle de la plus ancienne pièce du dossier qui provient vraisemblablement d'une toute autre affaire et qui n'est pas liée directement à l'affaire Dyatlov,,.
L'expert médico-légal Edouard Toumanov, qui a étudié le dossier à la demande de médias russes, avance que :
- au moins une partie des étudiants ont été tués, leur mort n'est pas due à une avalanche[9] ;
- il se peut que les faits se soient déroulés pendant le jour et non pas forcément pendant la nuit[5] ;
- les dégâts au niveau du visage de Doubinina et Zolotariov (langue manquante à l'une et les yeux absents chez les deux) sont post mortem et n'ont rien d'extraordinaire : il est courant que les animaux mangent certaines parties de cadavres en commençant par les matières molles les plus accessibles[20] ;
- le délai post-mortem de six à huit heures indiqué par le Dr Vozrojdenny n'est pas à prendre au sérieux car calculé à la base du contenu de l'appareil digestif des victimes, méthode obsolète biaisée par « mille et un facteurs » et peu fiable pour dater le décès ;
- le décès par hypothermie retenu pour six des neuf membres du groupe ne peut être envisagé qu'à titre d'hypothèse, car Vozrojdenny avait beau l'écrire, il n'avait guère de chance de repérer à l'œil nu des « taches de Wischnewski » (lésions brun foncé de la sous-muqueuse gastrique, caractéristiques d'une mort par hypothermie), étant donné l'état de putréfaction dans lequel se trouvaient les organes internes des victimes au moment de l'autopsie ; le sang sombre et fluide que Vozrojdenny prend pour un autre signe de décès par hypothermie n'en est pas un : au contraire, les personnes mortes d'hypothermie ont le sang rouge vif ;
- la description des organes internes et des causes de décès des cinq premiers corps retrouvés est pratiquement identique à une virgule près, alors qu'il aurait forcément dû y avoir des différences ;
- les lividités cadavériques sont situées pour toutes les victimes sur le côté arrière du corps ; or, toutes les victimes n'étaient pas allongées sur le dos : Slobodine et Dorochenko ont été retrouvés face contre la terre, et Kolmogorova sur le flanc ; il s'ensuit que quelqu'un — soit Vozrojdenny, soit l'enquêteur qui s'est occupé, en amont, de la fixation de l'état des lieux — a dû se tromper ;
- les résultats des analyses chimiques de morceaux d'organes internes des cadavres ordonnées par Vozrojdenny sont absents du dossier ; force est donc de constater que ces analyses n'ont jamais été jointes au dossier ou qu'elles en ont été retirées ; le fait que Vozrojdenny ne s'est pas contenté des analyses du sang et de l'urine, qui suffisaient à détecter les traces d'alcool et de drogues, mais a aussi prélevé des fragments d'organes sur les victimes signifie qu'il voulait vérifier la présence de poisons dans leur organisme[21],[22] ;
- les photographies judiciaires ad hoc n'ont pas été réalisées ; les images disponibles des corps et des lieux du drame s'apparentent à des photos d'amateur et sont peu informatives[22].

Le 1er juillet 2019, Evgueni Tchernoousov, avocat et colonel de police à la retraite, qui représente bénévolement les intérêts de proches de trois des victimes (Dyatlov, Dorochenko et Slobodine), a demandé au comité d'enquête de la fédération de Russie d'ouvrir une enquête au chef d'« homicide volontaire de deux personnes ou plus », demande co-signée par la Fondation Dyatlov et la Société russe de géographie,. Tchernoousov est persuadé que les autorités de l'époque ont étouffé l'affaire et que, puisque l'Union soviétique n'est plus, il n'y a aucune raison de continuer à cacher la vérité sur la mort des neuf jeunes gens. Il adhère à la thèse « technogène » (essais militaires), certain que si l'avalanche, les Mansis ou les prisonniers fugitifs avaient été coupables, ils auraient été confondus et l'enquête n'aurait jamais été close au bout de seulement trois mois — un « non-sens », d'après lui,. Tchernoousov relève que le dossier d'enquête ne contient même pas la qualification juridique des faits qui sont à son origine (p. ex., meurtre, accident, etc.) et trouve absurde qu'il soit classé au motif d'« absence dans les actions attribuées à l'inculpé d'éléments constitutifs d'une infraction », étant donné qu'il n'y a jamais eu aucun inculpé dans cette affaire,. Enfin, tout comme Toumanov, il juge suspect que le procureur de l'oblast ait assisté en personne à l'autopsie des victimes, chose qui n'arrivait jamais, même en cas de plusieurs morts, et qui témoigne pour Tchernoousov d'une importance toute particulière que l'affaire revêtait pour les autorités.
Les adversaires des théories du complot font remarquer que si l'État avait quelque chose à cacher, il aurait commencé par les corps des touristes et aurait fait disparaître sans traces tout indice sur place. Un argument qui ne convainc pas Tchernoousov ; d'après lui, il était préférable aux autorités de faire une mise en scène déroutante que de faire croire à l'opinion publique que neuf étudiants s'étaient évaporés dans la nature sans laisser de traces — un « désastre », selon les critères d'alors.

## Théories principales après la première enquête

### Attaques de Mansis
Certains pensent d'abord que les autochtones Mansis peuvent avoir attaqué et tué les membres du groupe au motif qu'ils ont pénétré leur territoire, mais l'enquête prouve que la manière dont ils sont morts ne soutient pas cette hypothèse. Les seules empreintes de pas sont celles des randonneurs, et il n'y a aucun signe de lutte. Par ailleurs, les Mansis sont connus pour être pacifiques.

### Conditions climatiques
Une supposition moins mystérieuse, ne faisant appel à aucun phénomène paranormal ou secret d'État, est parfois avancée pour expliquer l'événement : l'expédition aurait simplement été surprise pendant la nuit par une coulée de neige. Pris de panique, les randonneurs auraient donc fui le campement dans le désordre et dans l'obscurité, sans pouvoir prendre le temps de se vêtir suffisamment. Cette fuite précipitée expliquerait la déchirure pratiquée de l'intérieur dans la toile de la tente. Un premier groupe d'étudiants se serait regroupé à la lisière du bois, et aurait tenté d'allumer un feu. L'un des étudiants, monté dans un sapin pour y collecter du bois, aurait chuté (ce qui expliquerait ses blessures) avant que les autres, transis de froid, ne cherchent à regagner le camp et meurent d'hypothermie sur le chemin du retour. Les membres de l'autre groupe seraient tombés dans la ravine, rendue invisible par l'obscurité, avant de succomber des suites de leur chute ou du froid, pris au piège. Mais l'hypothèse de la coulée de neige est peu probable car les piquets et l'entrée de la tente n'ont pas été renversés ni déplacés,. De plus, le crâne de Slobodine est fracturé alors que son corps n'est pas retrouvé dans le ravin.

### Expériences militaires
La vision des sphères orange dans le ciel, la radioactivité, le refus des autorités de partager les résultats de leur enquête et la couleur extrêmement bronzée des corps retrouvés peut laisser entendre que le groupe se serait retrouvé accidentellement dans une zone de tests militaires. Cette théorie n'explique pas la nature des blessures des étudiants. Il n'y a de plus aucune trace d'explosion dans la zone, ce qui éloigne la possibilité d'un essai nucléaire.

## Enquête de 2019
Le 1er février 2019, le gouvernement russe annonce rouvrir l'enquête.
Le corps de Zolotariov est exhumé en 2019 pour une expertise d'ADN à la demande de sa famille. Son nom n'apparaît pas sur la liste des personnes enterrées dans le cimetière d'Ivanovo, mais le crâne exhumé correspond à la photo de Zolotariov, bien identifiée par sa famille. L'analyse d'ADN montre que le corps exhumé n'aurait cependant aucun lien de parenté avec sa nièce, la fille de la sœur de Semion Zolotariov. La deuxième expertise réalisée confirme finalement la parenté entre Zolotariov et sa nièce.
Le 11 juillet 2020, le département du Parquet général russe pour la région fédérale de l'Oural livre ses conclusions. Après avoir étudié, à l'aide d'une trentaine d'experts, les 75 explications possibles du drame réduites à plusieurs points clés (attitude prétendument suspecte des autorités ; objets volants et sphères orange ; test d'un tir de missile ; explosion nucléaire ; ouragan ; séisme ; Zolotariov ; avalanche), ses enquêteurs ont pu écarter toutes les hypothèses sauf celle de l'avalanche : « Le groupe s'est éloigné [de la tente] à une distance de 50 mètres. Ils sont allés sur une crête de pierre, zone d'arrêt naturel de l'avalanche. Ils ont tout fait correctement […]. Mais il y a une deuxième raison pour laquelle le groupe a été condamné. Quand ils se sont retournés, ils n'ont pas vu la tente. La visibilité était de 16 mètres. […] C'était une lutte héroïque. Il n'y a pas eu de panique. Cependant ils n'avaient aucune chance de se sauver. […] C'est la fin formelle [de l'affaire]. La question est close »[réf. nécessaire].
Selon les résultats de l'enquête, « tous les touristes, sauf Zolotariov, Doubinina et Thibeaux-Brignolles, sont morts d'hypothermie ». Les blessures mortelles de ces trois autres victimes correspondent à celles des personnes qui, recouvertes par une avalanche, éprouvent une pression de trois ou quatre mètres de neige répartie sur l'ensemble du corps, ce qui a été le cas en l'espèce.
Plus concrètement, d'après l'enquête du Parquet général les faits se sont déroulés comme suit : Zolotariov et Thibeaux-Brignolles, qui se trouvent en dehors de la tente, s'avisent de l'imminence d'une avalanche et alertent leurs amis, qui sont à l'intérieur, dévêtus (car mouillés pendant l'installation du camp). Ces derniers déchirent la tente et s'évacuent en une dizaine de secondes, alors que l'avalanche heurte le camp sans blesser personne. Craignant une nouvelle coulée, le groupe se réfugie derrière une crête de pierre à 50 mètres de là. Avec le blizzard et l'absence de lune, ils perdent de vue leur camp et n'arrivent plus à le repérer. Ils descendent alors jusqu'à la lisière d'un bois. Sous un grand pin, ils allument un feu de camp qui tient pendant une heure et demie, sans procurer de chaleur. Krivonichtchenko et Dorochenko gèlent à mort devant ce feu. Les sept autres touristes se répartissent en deux groupes de trois et quatre. Le trio, dont fait partie Dyatlov, rebrousse chemin en suivant les traces qu'ils avaient laissées en descendant la pente. En raison d'une chute de température et d'un vent très fort, Dyatlov, Slobodine et Kolmogorova peinent à progresser et meurent de froid. Les quatre dernières victimes, avec à leur tête Zolotariov, décident de creuser dans la vallée d'un ruisseau un abri jonché de branches d'arbres, ce qui provoque une nouvelle avalanche qui les bouscule dans un ravin et les ensevelit sous une couche de neige de 2,5-4 mètres de hauteur,.

## Étude de 2021
Le 28 janvier 2021 deux chercheurs de l'EPFL et de l'ETH Zurich publient un article dans la revue Communications Earth and Environnment où ils proposent, grâce à des modèles analytiques et des simulations informatiques, une explication : des vents catabatiques auraient accumulé assez de neige au-dessus du camp pour provoquer une petite avalanche de la taille d'un SUV qui serait tombée juste sur la tente des campeurs. Ils demandent pour cela l'aide de Johan Gaume, un spécialiste qui avait participé aux effets spéciaux de neige du dessin animé de Disney La Reine des neiges pour simuler l’effet d'une coulée de neige sur le corps humain. Ils font aussi appel aux données obtenues par General Motors qui, dans les années 1970, avait utilisé cent cadavres pour faire des tests de mise au point des ceintures de sécurité. La modélisation informatique des deux chercheurs a permis d'établir qu’un bloc de neige lourde, d'une taille de 5 mètres de long, aurait pu briser les côtes et le crâne des randonneurs dormant dans un lit rendu rigide par la présence des skis placés en-dessous. Ces blessures n'auraient pas été mortelles, expliquant que les victimes aient pu sortir de leur tente et essayer de fuir.

## Retombées
En 1967, l'écrivain et journaliste Iouri Iarovoï, de Sverdlovsk, publie un roman inspiré de l'affaire, De la plus grande complexité (Высшей категории трудности). Iarovoï est impliqué dans les recherches pour le groupe de Dyatlov et dans l'enquête en tant que photographe officiel dès le début de l'enquête et connaissait donc bien l'affaire. Il écrit le livre pendant la période soviétique, quand les détails de l'accident sont maintenus secrets et il évite de révéler ce qui n'est pas dans l'explication officielle ou déjà bien connu. Le livre idéalise l'affaire, qui finit de manière bien plus optimiste que ce qui est réellement passé : seul le chef du groupe est trouvé mort. Les collègues de Iarovoï disent qu'il avait rédigé des versions alternatives du roman, et que deux furent refusées par la censure. Depuis la mort de Iarovoï en 1980, toutes ses archives, y compris ses photographies, journaux et manuscrits, sont introuvables.
Certains détails de l'affaire sont rendus publics en 1990, grâce à des publications et discussions dans la presse régionale de Sverdlovsk. L'un des premiers auteurs est le journaliste Anatoly Gouchtchine. Il dit que la police lui a permis de lire les documents originaux de l'enquête et d'utiliser ces sources dans ses publications. Il note qu'un certain nombre de pages sont exclues des documents, ainsi qu'une « enveloppe » mystérieuse mentionnée dans la liste des éléments de l'enquête. À la même époque, des photocopies de certains des documents commencent à circuler parmi d'autres enquêteurs officieux.

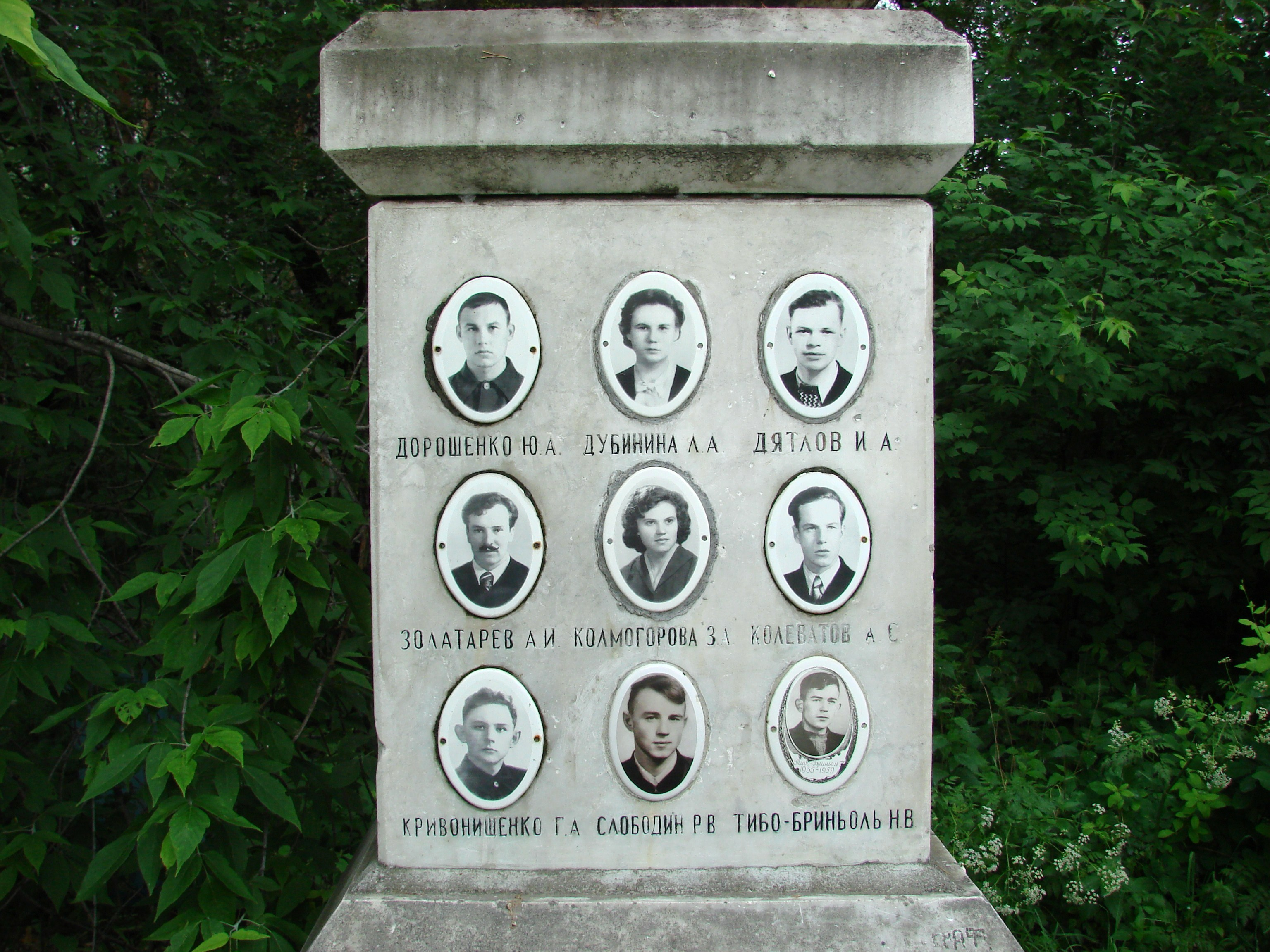
Les victimes sont inhumées au cimetière de Sverdlovsk (aujourd'hui Iekaterinbourg).

Gouchtchine résume ce qu'il trouve dans son livre Le prix des secrets d'État est neuf vies (Цена гостайны — девять жизней). Certains le critiquent parce qu'il se concentre sur l'hypothèse d'une « expérience soviétique d'une arme secrète », mais la publication de l'œuvre suscite une discussion publique, stimulée par la fascination du paranormal. Beaucoup de ceux qui sont restés silencieux pendant trente ans commencent alors à parler de nouveaux détails de l'affaire. Parmi eux un policier à la retraite, Lev Ivanov, qui mena l'enquête officielle en 1959. En 1990, il publie un article, et affirme que l'équipe d'enquêteurs n'avait aucune explication rationnelle pour l'accident. Il ajoute qu'il reçut des ordres directs de la haute administration pour arrêter l'enquête et maintenir les éléments secrets, et ce, après qu'il eut mentionné le fait que l'équipe aurait vu des « sphères volantes ». Ivanov croit personnellement en une explication paranormale : plus spécifiquement, les ovnis. La fille d'Ivanov, interrogée par des médias dans les années 2010, soutient néanmoins que son père (décédé en 1997) était « réaliste », « ne lisait pas de fantastique », « ne croyait pas aux ovnis » et qu'il a écrit cet article sûrement pour attirer l'attention sur l'affaire qu'on l'avait forcé à classer, en jouant sur le thème des ovnis, en vogue dans les années 1990. Elle prétend aussi que son père disait qu'on ne l'avait pas laissé exploiter la thèse militaire et que, astreint à clore l'enquête, il avait délibérément choisi une formule passe-partout (« force irrésistible ») afin de n'exclure aucune possibilité.
En l'an 2000, une chaîne de télévision régionale produit le documentaire Le mystère du col Dyatlov (Тайна Перевала Дятлова). Avec l'aide de l'équipe de tournage, un écrivain de Iekaterinbourg, Anna Matveïeva, publie la nouvelle fiction/documentaire du même nom. Une grande partie du livre comporte des citations de l'enquête d'origine, les journaux des victimes, des entrevues avec des membres de l'équipe qui rechercha les randonneurs et d'autres documentaires collectés par les réalisateurs du film. Le livre est rédigé du point de vue d'une femme moderne (l'alter ego de l'auteur) qui tente de résoudre le mystère.
Malgré la présence de la narration fictive, le livre de Matveïeva reste la meilleure source documentaire sur l'affaire jamais rendue publique. Les pages des rapports d'enquête (dans la forme de photocopies et transcriptions) sont également graduellement mises en ligne sur un forum web.
La Fondation Dyatlov est créée à Iekaterinbourg avec l'aide de l'Université technique d'État de l'Oural et Iouri Kountsevitch (Юрий Кунцевич) à sa tête. Le but de la fondation est de convaincre l'administration russe de rouvrir l'enquête sur l'affaire et d'entretenir la mémoire des randonneurs morts sur la montagne.
Dans une interview donnée en 2013 et dans un documentaire sorti en 2017 sur la chaîne Rossiya 24, Evgueni Okichev, ancien chef adjoint du département des enquêtes du Ministère public de l'oblast de Sverdlovsk, affirme que le procureur adjoint de la RSFSR Léonid Ourakov a ordonné de classer l'affaire après que les enquêteurs ont cherché à savoir s'il y avait eu des essais militaires dans la région. Ourakov a également exigé qu'Okichev et ses collègues soutiennent devant l'opinion publique la thèse de l'accident, ce qu'ils ont fait. Les pièces à conviction et les membres du Ministère public qui les ont étudiées ont été soumis à des contrôles radiologiques dont les résultats ne leur ont jamais été communiqués. Pour toutes ces raisons, Okichev privilégie la thèse militaire.

## Souvenir
En 1963, des étudiants de l'Institut polytechnique de l'Oural ont installé sur les lieux du drame une plaque commémorative avec les noms des victimes et l'inscription : « Ils étaient 9. En mémoire de ceux qui sont partis et qui ne sont pas revenus, nous baptisons ce col du nom du groupe de Dyatlov ». Depuis, le col est appelé en abrégé col Dyatlov.

## Dans la culture
En 2013, le réalisateur Renny Harlin s'inspire de l'histoire pour Dyatlov Pass Incident, un film en found footage qui reprend en partie la théorie du complot gouvernemental russe, tout en y incorporant un rapport avec l'expérience de Philadelphie.
Un jeu vidéo, intitulé Kholat et s'inspirant de cette affaire, sort le 10 juin 2015.
La même année, le 20 octobre 2015, le groupe de doom metal russe Kauan lui consacre un album, intitulé Sorni Nai.
En fin 2020, Ilya Kulikov réalise une mini-série russe en huit épisodes intitulée Dead Mountain : The Dyatlov Pass Incident (Pereval Dyatlova) narrant les événements vécus par les randonneurs ainsi que l'enquête qui suivit. La série reste inédite dans les pays francophones.
En septembre 2023, les éditions Le Lombard publient une BD Le mystère du col Dyatlov.

## Voir Aussi
- Incident de Khamar-Daban